# 230975 Rogerfederer
230975 Rogerfederer este o planetă minoră (asteroid) din centura de asteroizi. A fost descoperită pe 10 ianuarie 2005 la Jura-Observatorium⁠(d) de Michel Ory⁠(d) și a fost numită după Roger Federer. 
Obiectul prezintă o orbită caracterizată de o semiaxă mare de 2,7499927567028 UAi, o excentricitate de 0,05, o înclinație de 10 ° în raport cu ecliptica.